# The Dark Pictures Anthology
The Dark Pictures Anthology est une série de jeux vidéo d'horreur et de survie interactifs développés par Supermassive Games et édités par Bandai Namco Entertainment pour sa première saison puis directement par Supermassive Games à partir de la deuxième.

## Jeux
La série devrait comprendre huit jeux à terme, dont quatre ont déjà été publiés.
Première saison (2019-2022)
- The Dark Pictures Anthology: Man of Medan (2019)[1]
- The Dark Pictures Anthology: Little Hope (2020)[2]
- The Dark Pictures Anthology: House of Ashes (2021)[3]
- The Dark Pictures Anthology: The Devil in Me (2022)[4]

Deuxième saison (2025-)
- Directive 8020: A Dark Pictures Game (en) (2025)

Hors-série
- The Dark Pictures: Switchback VR (en) (2023)

## Éléments communs
Les jeux de la série sont sur le thème de l'horreur et permettent aux joueurs de prendre des décisions pour leurs personnages et d'observer leurs conséquences. Les jeux prennent en charge un mode coopératif, où chaque joueur contrôle un personnage.

## Développement
La série est développée par Supermassive Games. En 2020, l'éditeur Bandai Namco Entertainment a décrit la série comme difficile à commercialiser en tant que série, car il s'agissait d'une « anthologie » n'ayant qu'une seule entrée. Ils le considéraient comme un investissement à long terme, qui, selon eux, aurait plus de sens pour les joueurs et obtiendrait un public plus large à mesure que davantage de jeux deviendraient disponibles.

## Accueil
| Jeux           | Metacritic                                         |
| -------------- | -------------------------------------------------- |
| Man of Medan   | 75/100 (PC) 69/100 (PS4) 69/100 (XONE)             |
| Little Hope    | 73/100 (PC) 71/100 (PS4) 67/100 (XONE)             |
| House of Ashes | 73/100 (PC) 74/100 (PS4) 72/100 (PS5) 74/100 (XSX) |

Au cours de sa première semaine, Man of Medan était le troisième jeu physique le plus vendu au Royaume-Uni, le plus vendu dans les territoires EMEAA et a atteint un million d'exemplaires vendus dans le monde après un an de commercialisation. Les ventes physiques de Little Hope pour sa première semaine au Royaume-Uni étaient 47% plus basses que Man of Medan GamesIndustry.biz a fait remarquer que cela pourrait être en partie dû à la pandémie COVID-19, qui a conduit un plus grand nombre de joueurs à acheter des versions numériques de jeux vidéo que les années précédentes.